# Jordi S. Carrera
Jordi Sánchez Carrera (Girona, 1955 - Cassà de la Selva, 30 de setembre de 2024), més conegut com Jordi S. Carrera, fou un fotògraf de formació autodidacta.

## Biografia
Hereu d'una família de tradició artística, nebot del pintor i escultor Ramon Maria Carrera Savall i net del també artista Joan Carrera i Dellunder, i de formació autodidacta, Jordi S. Carrera s'inicià professionalment en la pràctica de la fotografia als anys vuitanta. Distingit pel seu estudi de les tècniques tradicionals de la fotografia i la investigació en el camp de les emulsions i els suports fotogràfics, destacà dins del món digital amb les auto-anomenades "Il·lusionografies".
En un intent de documentar i datar l'evolució de la peripècia urbana de la ciutat de Girona, Carrera col·laborà amb el municipi fent-ne el seguiment de les obres municipals. Els seus treballs van estar publicats en diversos llibres. En destaca la col·lecció Capitells, que aspirà a esdevenir un grup de cinc llibres sobre els capitells del monestir de Sant Daniel, els de Sant Pere de Galligants, els de l'església de Sant Feliu, els dels edificis històrics de la Universitat de Girona i els de la Catedral.

L'arxiver i cronista oficial de Girona, Joan Boadas i Raset, diu de les fotografies de Jordi S. Carrera:
«Són el reflex d’una permanent estima sense la qual seria impossible captar el magnetisme indiscutible que, en paraules de Joaquim Nadal, posseeix Girona.»
Al llarg de la seva trajectòria, la seva obra va ser exhibida en nombroses exposicions, tant individuals com col·lectives. També, va ser guardonat amb diversos premis, dels quals en destaca el Premi Nacional de fotografia Kodak. A més, l'any 2020, deu fotografies del seu projecte La solitud de les ànimes, el qual es troba dipositat al Museu d'Art Contemporani de Barcelona (MACBA), van ser seleccionades pel Pla Nacional de Fotografia de la Generalitat de Catalunya.

## Obra seleccionada
- Al detall: fragments de l'edifici de les Àligues i del convent i l'església de Sant Domènec. Girona: Universitat de Girona, 1997 (ISBN 84-88762-74-7)
- Al detall 2: fotografies del Campus Montilivi. Girona: Universitat de Girona, 2001 (ISBN 84-84580-51-2)
- Silencis: una nova mirada a Josafat. Girona: CCG, 2006 (ISBN 84-96444-69-4)
- Nadal i Farreras, Joaquim. Capitells: Monestir de Sant Daniel. Girona: Ajuntament de Girona, 2013 (ISBN 978-84-8496-191-8)
- Llorens i Rams, Josep Maria. Capitells: Monestir de Sant Pere de Galligants. Girona: Editorial Rigau, 2020 (ISBN 978-84-09-25193-3)
- Girona: Badant per la ciutat. Girona: Editorial Efadós, 2021 (ISBN 978-84-18243-30-1)
- Nadal i Farreras, Joaquim. Girona monumental. Girona: Editorial Efadós, 2023 (ISBN 978-84-19736-05-5)